# Палінчак Михайло Юрійович
Миха́йло Ю́рійович Палінча́к (нар. 20 грудня 1959, Ужгород, Україна) — український фотограф. Член НСФХУ й художник Міжнародної Федерації Фотомистецтва (FIAP).

## Життєпис
Михайло Палінчак народився 20 грудня 1959 року в місті Ужгород.
З 12 років почав захоплюватися фотографією.
Закінчив Ужгородську середню школу № 3, Ужгородський національний університет.
Працював на заводі «Ужгородприбор» інженером-конструктором. На заводі з колегами організував кінофотостудію «Панорама». Згодом став художнім керівником фотостудії «Панорама» й міського фотоклуба «Ужгород». Був одним з організаторів двох всесоюзних фотовиставок — «Фотопейзаж-85» та «Фотопейзаж-88». Також працював фотожурналістом в газеті «Новини Закарпаття». З 1981-го року, неодноразово робив спроби, проявити себе у художній фотографії, але більшість з них, були невдалими. Продуктивно зайнявся фотомистецтвом з 2000-го року. В основному працює в таких стилях фотографії як ню (еротика) та жанр.

## Творчість
Михайло Палінчак активно брав і бере участь у різних вітчизняних та міжнародних фотоконкурсах. Відсилав свої роботи для участі у міжнародних фотоконкурсах (учасник більш ніж 400 різних конкурсів), що проходили в різних країнах світу США, Англія, Аргентина та ін. Був учасником декількох фотосалонів.
Нагороджений декількома нагородами різної цінності — медалями та почесними дипломами. Провів декілька персональних виставок, які проходили в Україні, Угорщині, Словаччині, Румунії, Сербії , а світлини публікували в журналах й каталогах деяких країн світу, зокрема у Росії. Двічі експонувався на старому фотосалоні Королівського Фотографічного Товариства.
Наприкінці 2000-х практично відійшов від класичної фотографії, і зайнявся дизайном фотозображень. Такий приклад — саме завдячуючи Михайлові Палінчаку, фотохудожник Володимир Балега отримував нагороди за свої роботи на різних фотоконкурсах.
Зараз є фотодизайнером, відомий навіть серед фотографів за межами Закарпаття.. Зробив певний внесок в розвиток фотомистецтва загалом.

## Нагороди, звання та конкурси
- 22 листопада 1993 року — отримав звання AFIAP Міжнародної Федерації фотомистецтва (FIAP) при ЮНЕСКО, диплом №А93/151.[1]
- 2000 рік — переможець в номінації «День» II Міжнародного фотоконкурсу «Лица. Судьбы. День. Век», який проводила газета «День».
- 2003 рік — відзначений почесним дипломом місцевого Конкурсу соціальної реклами, який проходив у м. Ужгороді, Закарпатської обл.
- 2004 рік — відзначений дипломом IX Всеукраїнського фотоконкурсу «Україно моя, Україно».
- 2008 рік — бронзова медаль на фотосалоні TRIERENBERG SUPER CIRCUIT 2008 (Австрія). (англ.)
- 2010 рік — срібна медаль на фотосалоні Exposed 2010 (Словенія). (англ.)

## Публікації
- The Mammoth Book of Illustrated Erotica Видавник: Carroll & Graf Publishers;
- Nudes: Indexxi Видавник: Feierabend Verlag, Ohg.;
- Naked Видавник: Feierabend Verlag, Ohg.;
- Male Nudes: Index Видавник: Feierabend Verlag, Ohg.;
- Каталог фотосалону Exposed 2010[недоступне посилання з липня 2019] (Словенія, Європа). (англ.);
- Каталог фотосалону TRIERENBERG SUPER CIRCUIT 2008 (Австрія, Європа). (англ.);
- Каталог 1-го Міжнародного Фотобіенале Рівне 2007[10];
- Журнал AKT&FOTO N2, 2002  (англ.)
- Журнал «Світло й тінь», український фотомистецький журнал, № 2, 1992 (Україна).

## Виставки
- 27 червня 2008 року — Фотовиставка в галереї FKVSV (Нови Сад, Сербія)
- 17 — 30 листопада 2008 року. Фотовиставка в галереї «Мистецький Арсенал» Київ, Україна.